# Записи старог Београђанина
Записи старог Београђанина дело је Косте Н. Христића о значајнимм личностима и догађајима у Србији и Београду током XIX века. Објављено је по први пут 1923. године, у Београду, Издање издавачке књижарнице Бранислава Церовића-Ајхштета из Београда, на преко 480 страна. Обновљено и илустровано издање штампано је 1937. године у издању Француско-српске књижаре А.М. Поповића. Следеће је Нолитово издање из 1989. године, а последње штампано издање је из 2011. године (Београд, Просвета).

## О књизи
Књигу Записи старог Београђанина  Коста посвећује свом оцу, Николи Христићу, управнику Београда и председнику владе у доба Кнеза Михаила.
Своја сећања, очеве приче и архивску грађу Христић почиње да пише и објављује у пензији, пред крај седме деценије живота. Први чланак је Кнез Михаилов бал изашао 1921. године у Политици да би током наредних пет година изашло њих педесет и седам. Ова књига није само спомен једном времену, које аутор описује са осећајем за атмосферу и карактерну скицу, већ једно непристрасно сведочанство о много чему важном, минулом и заборављеном.

## Теме
Теме у Записима старог Београђанина су разноврсне: приказ далеке прошлости трговачког живота старог Београђанина, градске свакодневнице, бомбардовања Београда, анегдоте

## О Записима старог Београђанина
"Из књиге Косте Христића постепено, у делићима једног временом претуреног и растуреног, историјским потресима и социјалним покретима расутог мозаика, израња и приказује нам се, пре свега, један Београд из чијег је духа никло биће урбане целине данашњег Београда." Мирко Магарашевић

## Из садржаја
- Кнез-Михаилов бал
- Цвети
- Прве трке у Београду
- Стари Београд и стара полиција
- Ослобођени Ниш (1877-1915-1918)
- Букагије у скупштини